# The Nine Lives of Fritz the Cat
The Nine Lives of Fritz the Cat is een Amerikaanse komische animatiefilm uit 1974. De film is het vervolg op Fritz the Cat (1972) en deels gebaseerd op de nog resterende verhalen die Crumb rond het personage had getekend. Ze flopte echter aan de kassa. Noch Ralph Bakshi, de regisseur van de eerste "Fritz the Cat", als Fritz' geestelijke vader Robert Crumb hadden iets met het project te maken. Met het verstrijken van de jaren heeft de film alsnog een cultfilmstatus verkregen.

## Rolverdeling
| Acteur           | Personage                      |
| ---------------- | ------------------------------ |
| Skip Hinnant     | Fritz the Cat                  |
| Reva Rose        | Gabrielle, Fritz' oude dametje |
| Bob Holt         | diverse stemrollen             |
| Eric Monte       | Duke, de Kraai                 |
| Larry Moss       | ?                              |
| Peter Leeds      | Juan / diverse stemrollen      |
| Robert Ridgely   | Duivel / diverse stemrollen    |
| Louisa Moritz    | Chita (Juan's zus)             |
| Dick Whittington | ?                              |